# Spadek
Spadek (engelska: Inheritance; polska: Spadek) är en polsk komedifilm som hade premiär på strömningstjänsten Netflix den 19 juni 2024. Filmen är regisserad av Sylwester Jakimow efter ett manus skrivet av Lukasz Sychowicz.

## Handling
Filmen handlar om en excentrisk uppfinnare och programledare (Jan Peszek). När han plötsligt går bort, samlas familjen med hopp om att ärva hans förmögenhet. Till deras förvåning har farbrodern förberett ett sista spel för dem för att avgöra vem som ska få hans arv.

## Rollista (i urval)
- Jan Peszek
- Maciej Stuhr
- Joanna Trzepiecinska